# Општина Граничешти (Сучава)
Граничешти (рум. Grăniceşti) општина је у Румунији у округу Сучава. Општина се састоји се од шест села: Думбрава (раније Гаурени), Граничешти, Гура Солчи, Јакобешти (мађарски: Fogadjisten), Романешти и Слобозија Сучевеј. Од 1776. до 1941. године село Јакобешти су насељавали Секељи из Буковине.
Oпштина се налази на надморској висини од 324 m.